# Stijn Steels
Stijn Steels (Gante, 21 de agosto de 1989) es un ciclista belga que fue profesional entre 2010 y 2022. Es sobrino del antiguo ciclista profesional Tom Steels.

## Palmarés
2015
- Dwars door de Vlaamse Ardennen

2016
- Gran Premio Villa de Lillers[4]